# Brittany Curran
Brittany Curran (tên đầy đủ: Brittany Elizabeth Curran) là nữ diễn viên người Mỹ. Gia đình gồm bố là Marty Curran, em trai Ryan Curran và mẹ là Emily Curran.
Brittany sinh ra vào ngày mồng 2 tháng 6 năm 1990 tại Weymouth, Massachusetts, Hoa Kỳ nhưng đã chuyển nhà rất nhiều lần và hiện giờ cô đang sống tại Beverly Hills, California. Cô đã được gia đình cho học tap, dance, ballet, violin từ khi còn rất nhỏ. Năm lớp ba, Brittany bắt đầu thích việc học thuộc lời thoại cũng như hành động của diễn viên trong phim rồi bắt chước diễn lại y đúc. Và đây cũng là lý do mà trong một buổi vui chơi tại Disney World cùng gia đình, Brittany đã đưa cho Cô Bé Lọ Lem bức thư cô viết với mong muốn được đóng vai chính trong một bộ phim hay extra của Disney.
Sau khi bắt đầu sự nghiệp diễn xuất với Mad TV và Power Rangers, cùng với sự giúp đỡ của gia đình (đặc biệt là bố cô Marty Curran), nhà trường, giáo viên lớp diễn xuất, quản lý của cô và với tài năng thiên bẩm của mình, Brittany ngày càng thể hiện mình là một diễn viên trẻ đầy tài năng của Hollywood. Ước mơ của cô trong bức thư gửi cho Cô Bé Lọ Lem cũng đã trở thành hiện thực khi cô được đóng vai chính trong bộ phim Go Figure của Disney.
Năm 2007 thật sự là năm thành công của Brittany khi cô được Kizworld.com (1 trong những tạp chí hàng đầu cho giới trẻ) bình chọn vào top 5 gương mặt đáng xem nhất năm 2007 tại Hollywood.
Brittany ngày càng được giới trẻ biết đến. Năm 2007, cô tham gia bộ phim The Haunting Hour: Don't Think About It diễn cùng Emily Osment (trong Hannah Montana). Năm 2008, cô đóng cặp với Lucas Grabeel (từ High School Musical) trong The Adventures of Food Boy và lần gần đây nhất là Legally Blondes trong vai Tiffany.

## Chương trình truyền hình đã tham gia
- Ghost Whisperer (2009)... vai Kristy Marks (Episode: "Slow Burn")
- Olive Garden Commercial (2008-)... Unknown
- Men Of A Certain Age (2009)... vai Lucy (regular)
- The Suite Life On Deck(2008) vai Chelsea (episode: Flowers and Chocolate)
- The Suite Life of Zack & Cody (2008)... vai Chelsea (3 episodes)(Bạn thân nhất của London Tipton)
- Shark (2007)
- Drake & Josh (2006-2007)... vai Carly (2 episodes)
- The Young and The Restless (2003)... vai Lindsey
- Complete Savages (2004)... vai Josie
- Power Rangers Wild Force (2002)... vai 1 cô bé
- Mad TV (2001)... vai Ruthie

## Các bộ phim đã tham gia
- Legally Blondes (2009)... vai Tiffany
- Sweet Sixteen (2008)... vai Vikki Johnson
- Diamond Dog Caper (2008).... vai Lilly
- The Adventures of Food Boy (2008).... vai Shelby
- The Uninvited (2008).... vai Helena
- The Haunting Hour: Don't Think About It (2007)....vai Priscilla
- Akeela and the Bee (2006).... vai District Speller #1
- Go Figure (2005).... vai Kateline
- 13 Going on 30 (2004)....Six Chick

## Liên kết khác
- Brittany Curran trên IMDb
- Website chính thức của Brittany Curran[liên kết hỏng]
- Trang twitter của Brittany Curran